# Star Wars Jedi: Fallen Order
Star Wars Jedi: Fallen Order је акционо-авантуристичка видео-игра у отвореном свету, креирана од стране Respawn Entertaiment и објављена од стране Electronic Art. Објављена је 15. новембра 2019. године за Windows, PlayStation 4 i Xbox One платформе. Радња игре је смештена у универзум истоимене франшизе Ратови Звезда, 5 година после Ратови Звезда - епизода III: Освета сита и 14 година пре Ратови Звезда - епизода IV: Нова нада. Прича прати младог џедај падавана Кала Кестиса којег који кроз целу галаксију покушава да умакне Галактичкој империји и заврши свој тренинг како би опет оформио одред џедаја. Игра је први пут најављена 2018. године на Electronic Art Expo сајму. Игра је доживела завидан успех и доста добрих критика. Успела је да се прода у више од осам милиона примерака до јануара 2020. године.

## Игра
Механика игре инспирисана је игром Batman: Arkam Asylum у виду механике борбе и метроидвејнија стилу истраживања. Игрица се може играти само из трећег лица и има само режим за једног играча.
Играчима је на располагању велики број различитих напада и специјалних способности. Могу трчати, скакати, пести се по зидовима или изводити неке атрактивне трикове. Уз помоћ специјалних моћи, такозване силе, играчи могу успорити, гурнути па чак и привући себи неке одређене ствари или непријатеље. Играчи за борбу користе светлосну сабљу који се прелажењем игре може прилагодити жељи играча.
Поред разноврсности борбе и кретања, разноврснот мапе је такође велика. Мапа се састоји од неколико фиктивних планета од којих је свака другачија. На свакој планети се могу наћи различити видови вегетације као и одређена чудовишта. Главни непријатељи су војници империје који могу варирати од обичних војника са пушкама до елитних војника са светлосним мачевима.
Прелажењем игре откључава се могућност побољшања карактера као и његових моћи и способности. Једини начин да се он унапреди или да се сачува игра јесте да се нађе неко од места за медитацију.

## Прича

### Ликови
Прича прати младог џедаја Кала Кестиса (Камерун Монаган) којег по галаксији јури Друга Сестра (Елизабет Грулон) и њена помоћница Девета Сестра (Мисти Ли), које је тренирао Дарт Вејдер (Скот Ловренц). Калови савезници и пријатељи: Прауф (Џеј Би Бланк); некадашњи џедај Цера ( Дебра Вилсон); Гриз Дритус (Данијел Ребук), власник борда и пилот; помоћни робот Би Ди 1 и побуњенички одред на челу са Сов Герером (Форест Витакер) и калов учитељ, Џаро Тапал (Тревис Вилингем)

### Заплет
Пет година након егзекуције Реда 66 и почетка смакнућа џедаја, бивши џедај падаван Кал Кестис крио се од новонастале Галактичке империје. На планети по имену Брака, где ради као сервисер за бродове из рата клонова, Кал користи силу како би спасио свог пријатеља Прауфа од пада у смрт. Инцидент је забележио дрон Империјалне сонде који податке преноси Империји. Царство шаље два инквизитора позната као Друга сестра и Девета Сестра да истраже Кала. Након што убију Прауфа, Kал креће у бег, борећи се против Друге сестре, у помоћ му стижу бивши џедај Цера и њен пилот Гриз, у свом броду.
Цера одводи Кала на планету Богано, надајући се да ће Кал можда моћи да приступи древном трезору. На путу до трезора, Кал се спријатељи са малим дроидом по имену Би Ди 1, који му показује поруку бившег мајстора џедаја по имену Ено Кордова. Порука открива да је трезор изградила древна цивилизација звана Зефо и да је Кордова унутра сакрио џедајски холограм која садржи списак деце која поседују силу. Цера верује да би листа могла помоћи обнови реда џедаја, али једини начин да се приступи трезору је следити Кордовин пут. Кал се упутио у свет Зефо где истражује древни храм. Тамо проналази траг који упућује на Кордовиног пријатеља, вођу Вукија, на планету Кашик.
На Кашику, Kал краде империјиног АТ-АТ робота и креће се према шумама, на путу срећући злогласног побуњеника Сов Гереру. Кал се удружи с побуњеницима како би поразили снаге империје и ослободили Вукије. Не успевајући да нађе Тарфул, Кал се враћа у Зефо како би пронашао више трагова који се односе на трезор холограм. Тамо га је напала Друга сестра, за коју открива да је била Церин бивши џедај учитељ, Трила Судури. Заробљена је од стране империје након што ју је Цера издала. Пре него што крене, Трила упозорава Кала на могућност да га Цера може издати и сваком тренутку.
Кал сазнаје да мора да нађе Зефо артефакт зван Астриум да би откључао трезор али потом га је заробио ловац на главе Хаксион Брод и приморао га да се бори у гладијаторској арени у власништву Сорк Тормоа, Хаксионовг шефа. Кал је спасио Церу и Гриза и добија поруку да је Тарфул спреман да га упозна. По повратку на Кашик, Тарфул упућује Кала да тражи одговоре на врху дрвета порекла. На путу према горе напада га Девета сестра, чији брод је срушило велико крилато створење. кал нађе створење рањено од напада и излечи га, где га затим оно одведе на врх дрвета порекла. Налази снимак Кордове који говори како се Астријум може наћи у гробници Зефо на Датомиру. кал још једном бива нападнут од Девете сестре и опет је побеђује.
На Датомиру, Калов напредак омета ноћна сестра Мерин, која криви џедаје за масакр над њеним народом током ратова клонова, и покушава га одвратити стварајући армију духова. Кал се присећа свог бившег учитеља Тапала, који се жртвовао да га заштити за време масакра над џедајима, а потом га је Тапалов дух напао, што је довело до уништења кристала на његовом светлосном мачу. Кал упознаје бившег џедаја Тарона Маликоса, који се срушио на Датомир током масакра и сада жели да научи магију ноћи. Маликос нуди Калу да га научи како се може носити с том мрачном снагом, али он одбија и бежи након што их Мерин нападне обојицу. Назад на броду Цера признаје да је, кад је сазнала да је Трила постала инквизитор, накратко пала на тамну страну, због чега је одлучила да се одрекне Силе. Након путовања у Илум како би обновио своју светлосну сабљу, Кал се враћа на Датомир, где поврати Астријум и пређе преко кривице због своје улоге у Тапаловој смрти. Маликос поново покушава искушати Кала на тамну страну, али Кал се бори с њим и успиева га победити уз помоћ Мерин која тада пристаје да се придружи екипи.
Посада се враћа у Богано, где кал користи Астриум да откључа трезор и открије холограм, али поново га напада Трила, која га краде и побегне након што ју Кал победи. Поновно на броду, Цера поново добија свој статус џедаја и додељује Калу чин џедај витез. Заједно нападају седиште инквизитора, станицу која се налази у водама планете Нур. Кал стиже у собу за испитивање где победи Трилу и поврати холограм. Цера покушава да се помири са Трилом, али Дарт Вејдер се појављује и убија Трилу због њеног неуспеха. Не успевајући да победе Вејдера, Кал и Цера једва беже уз помоћ Би Ди 1 и Мерин. По повратку на брод, Кал, увидевши да ће окупљање деце олакшати империји да их пронађе, уништава холограм, верујући да је боље за ту децу да открију сопствене судбине, без уплитања других. Њихова мисија је завршена и Кал пита своју посаду где би требало да крену даље.

## Маркетинг и издавање
Издавач Electronic Art најавио је игру на Е3 2018. Објављен је за Windows, PlayStation 4 и Xbox One 15. новембра 2019., месец дана пред премијеру филма Ратови Звезда: Успон Скајволкера . На Е3 2019, Electronic Art приказао је 15-минутни демо игре. Отприлике две недеље након тога, 25. јуна 2019., студио је показао продужену 25-минутну верзију оригиналног демо снимка.
Kомична серија, Star Wars Jedi: Fallen Order - Dark Temple, објављена је 11. јуна 2019. године за пуштање у септембар 2019.